# Cratere Tile
Tile  è un cratere sulla superficie di Marte.